# Dale Cruikshank
 (septembre 2023).
Si vous disposez d'ouvrages ou d'articles de référence ou si vous connaissez des sites web de qualité traitant du thème abordé ici, merci de compléter l'article en donnant les références utiles à sa vérifiabilité et en les liant à la section « Notes et références ».
Dale Cruikshank est un astronome américain.

## Biographie
Dale P. Cruikshank est un astronome et planétologue travaillant à la division astrophysique du Ames Research Center de la NASA. Ses spécialités de recherche sont la spectroscopie et la radiométrie des planètes et des petits corps du système solaire.
Il utilise des observations spectroscopiques réalisées avec des télescopes terrestres et spatiaux, mais aussi les données issues des sondes spatiales, afin d'identifier et d'étudier les glaces, les minéraux et les matières organiques qui composent les surfaces des planètes et des petits corps.
En collaboration avec plusieurs collègues, Cruikshank a trouvé de nombreux types de glace sur plusieurs petits corps mineurs. Ceux-ci comprennent des glaces de méthane, diazote, monoxyde de carbone, dioxyde de carbone et eau sur le Triton (satellite  de Neptune), de méthane, diazote et monoxyde de carbone sur Pluton, d'eau sur Charon (satellite de Pluton), de l'eau glacée sur un grand nombre de satellites naturels de Saturne et d'Uranus, ainsi que de l'eau et du méthanol sur le centaure (5145) Pholos. À partir des données de la sonde Cassini, il a découvert avec ses collègues des hydrocarbures sur plusieurs satellites de Saturne.
L'astéroïde (3531) Cruikshank porte son nom.

## Découvertes
Cruikshank a co-découvert des satellites de transneptuniens, dont Zoé (satellite de (58534) Logos) et Pabu (satellite de (66652) Borasisi).

## Récompenses
- Prix Gerard-P.-Kuiper en 2002.